# Tehching Hsieh
Tehching Hsieh (chiń. trad. 謝德慶; pinyin Xiè Déqìng; ur. 31 grudnia 1950 r. w Nanzhou w powiecie Pingdong na Tajwanie) – tajwański i amerykański artysta, były performer znany z sześciu rocznych – i także dłuższych – działań testujących jego własną wytrzymałość.

## Życiorys
Urodził się w wielodzietnej, autorytarnej rodzinie w południowej części Tajwanu. Jego ojciec, Ching Hsieh, poślubił kolejno pięć kobiet, z którymi miał 15 dzieci. Ojciec – właściciel firmy transportowej – uważał sztukę za niepraktyczny zawód, jednak pozwolił synowi uczęszczać na lekcje malarstwa.
W 1967 r. Hsieh porzucił naukę w normalnej szkole na rzecz działalności artystycznej. W 1970 r. na trzy lata wcielony został do armii, gdzie nauczył się surowej dyscypliny.
W 1973 r. Hsieh zorganizował swoją pierwszą indywidualną wystawę w galerii agencji prasowej American News Bureau na Tajwanie. Wkrótce potem przestał malować. Porzucił malarstwo na rzecz akcji, które później określił mianem „niedojrzałych”. Były to działania autodestrukcyjne, jak skok z drugiego piętra, po którym artysta musiał leczyć zwichnięte kostki. W tym czasie imał się różnych zawodów.
W 1974 r., pracując jako marynarz na tankowcu, zszedł na ląd amerykański ze statku zacumowanego na rzece Delaware niedaleko Filadelfii. Wsiadł w taksówkę i kazał się zawieźć do Nowego Jorku. Jego celem był Manhattan uważany za centrum artystycznego świata.
Przez pierwszych 14 lat pobytu w Stanach Zjednoczonych Hsieh miał status nielegalnego imigranta. Fakt ten niewątpliwie wpłynął na decyzje dotyczące jego pierwszych performansów. Z początku pracował w Nowym Jorku w chińskich restauracjach oraz jako robotnik budowlany. W 1988 r. na mocy amnestii otrzymał status obywatela Stanów Zjednoczonych.
W 1986 r. w ramach wycofania się z działalności artystycznej (Thirteen Year Plan) próbował uciec od dotychczasowego życia na Alaskę. Udało mu się jednak dotrzeć tylko do Seattle, gdzie imał się różnych prac. Ostatecznie wrócił do Nowego Jorku. Po sprzedaniu swoich wczesnych obrazów kolekcjonerowi z Tajwanu, kupił budynek w Brooklynie. Otworzył w nim rezydencję dla artystów, którą zarządzał. Po zamknięciu ostatniej akcji wyłączył się całkowicie z czynnego życia artystycznego. Ożenił się z Qinqin Li, nauczycielką sztuk pięknych z Pekinu. Współpracuje ona z wybranymi kuratorami nad prezentacją i sprzedażą jego dorobku.

## Twórczość
Tehching Hsieh znany jest z konsekwentnego realizowania trudnych planów, które określały często w zdawkowym opisie całe jego akcje. Działań tych było sześć. Jednak jego twórczość uważa się za kanoniczną dla sztuki performance, a sama Marina Abramović nazywa tego artystę swoim mistrzem. W krótkim czasie swojej aktywności Hsieh zdołał stać się jednym z najbardziej rozpoznawalnych performerów na świecie. Jego status przypieczętowały wystawy w 2009 r. w Museum of Modern Art i Muzeum Guggenheima w Nowym Jorku oraz książka Out of Now, wydana przy tej okazji.
Twórczość tego artysty można porównać z losem Syzyfa. Wszystkie jego akcje polegają na powtarzaniu czynności lub zasadach, które zniewalają jego osobę w sposób drastyczny. Jednak inaczej niż Syzyf, Hsieh zna dokładnie czas, w którym kończy się jego męka. Ponadto obserwując z perspektywy czasu całą drogę artystyczną tego performera oraz widoczną w nim wyraźną konsekwencję da się od razu zauważyć kres jego działań. Granicą jest ostateczna decyzja o wycofaniu się z aktywności twórczej. Ta decyzja jednak w przeciwieństwie do jego akcji nie musiała być zapisana i przypieczętowana przez prawników. To logiczna konsekwencja wcześniejszych działań. Obecnie Hsieh ogranicza się do pokazywania efektów swoich działań, wykładów i spotkań. Nie jest już jednak aktywnym performerem.
Akcje Hsieh często interpretuje się jako polityczne. Działanie z kartą robotniczą traktowane jest np. jako manifest przeciw zniewoleniu i wykorzystywaniu robotniczemu imigrantów. Sam artysta zaprzecza takim interpretacjom. Jego zamysłem jest wyłącznie opowieść o ludzkim losie i kondycji.
26 sierpnia 2013 r. w Sali Marmurowej CSW w Warszawie odbył się jego wykład i spotkanie z tym artystą. 25 maja 2016 r. wystawą dokumentacji jego prac otwarto nową galerię w Krakowie – Marta Shefter Gallery. W dniu otwarcia odbył się także wykład samego Tehching Hsieh.

## Akcje

### Roczny performance 1978–1979 (Cage Piece)
Całoroczne działanie trwało od 29 IX 1978 r. do 30 IX 1979 r. Artysta zamknął się na rok w drewnianej celi wyposażonej wyłącznie w miskę, światła, wiadro i łóżko polowe. Przez cały czas nie odzywał się do nikogo, nie czytał, nie pisał, nie słuchał radia ani nie oglądał telewizji. Ubrany był tylko w jeden strój. Na koszuli odbił swoje imię i nazwisko. Codziennie wydłubywał paznokciem kreskę w ścianie, oznaczając upływ czasu. Jego prawnik, Robert Projansky, zgodnie z zapisaną umową pilnował, by artysta rzeczywiście przez cały ten czas nie opuszczał własnego więzienia. Cela znajdowała się w pomieszczeniu, w którym mieszkał również Cheng Wei Kuong – kolega ze studiów na Tajwanie. Był on odpowiedzialny za dostarczanie jedzenia i usuwanie odchodów artysty. Ponadto robił codziennie jedno zdjęcie artysty. Działanie było dostępne dla widzów mniej więcej raz w miesiącu między godz. 11:00 a 17:00.

### Roczny performance 1980–1981 (Time Clock Piece)
Między 11 IV 1980 r. a 11 IV 1981 r. Hsieh codziennie przybijał co godzinę kartę robotniczego zegara. Każdorazowe przybicie karty powodowało jednocześnie wykonanie zdjęcia artysty przy zegarze. Na zdjęciach można zauważyć upływ czasu, ponieważ przez ten okres artysta nie ścinał włosów, a zaczął cały proces ogolony na łyso.

### Roczny performance 1981–1982 (Outdoor Piece)
Czas między 26 IX 1981 r. a 26 IX 1982 r. Hsieh spędził pod gołym niebem. Nie korzystał z żadnego rodzaju schronienia, jak np. mieszkania, samochodu lub namiotu. Przemieszczał się po Nowym Yorku, niosąc ze sobą wyłącznie śpiwór i podręczny bagaż. Pożywiał się odpadami lub tym, co otrzymał od mieszkańców nowojorskiego Chinatown, kąpał się w rzece i spał na znalezionych kartonach, w kontenerach lub suchych basenach.

### Sztuka / życie: Roczny performance 1983-1984 (Rope Piece)
Hsieh i Linda Montano spędzili cały rok między 4 VIII 1983 r. a 4 VIII 1984 r. związani 2,5 metrową liną. Zobowiązani byli do spędzania czasu zawsze w tych samych pomieszczeniach, lecz nie mogli się dotykać. Oboje ogolili swoje głowy, by wraz z upływem czasu można było dostrzec długość akcji po dokonanych fotografiach.

### Roczny performance 1985–1986 (No Art Piece)
Przez rok Hsieh nie wykonywał żadnej pracy artystycznej, nie rozmawiał o niej, nie oglądał jej, ani nawet o niej nie czytał. Przez ten czas nie wstąpił do żadnego muzeum czy galerii.

### Tehching Hsieh 1986–1999 (Thirteen Year Plan)
Artysta podjął decyzję, aby przez 13 lat tworzyć sztukę, ale jej nikomu nie pokazywać. Decyzję tę wprowadził w życie w swoje 36. urodziny 31 XII 1986 r. Całość zakończył 13 lat później w 49. urodziny w 1999 r. 1 stycznia 2000 roku wydał oświadczenie na pojedynczej kartce: „I kept myself alive. I passed the December 31st, 1999.” („Pozostałem przy życiu. Przeżyłem dzień 31 grudnia 1999”).